# ستانلي براون (لاعب كريكت)
ستانلي براون (23 مايو 1877 - 12 سبتمبر 1952) (بالإنجليزية: Stanley Brown)‏ هو لاعب كريكت بريطاني (وحمل سابقاً جنسية المملكة المتحدة لبريطانيا العظمى وأيرلندا).

## وصلات خارجية
- ستانلي براون (لاعب كريكت) على موقع إي آس بي آن كريك إنفو (الإنجليزية)